# میرانو ۲۱۵۲۶
سیارک ۲۱۵۲۶ (به انگلیسی: 21526 Mirano، نامگذاری:1998MS24) بیست و یک هزار و پانصد و بیست و ششمین سیارک کشف شده‌است که در ۳۰ ژوئن ۱۹۹۸ کشف شد.
قدر مطلق سیارک برابر ۱۹.۵ است.